# Christoph Friedrich zu Dohna-Lauck

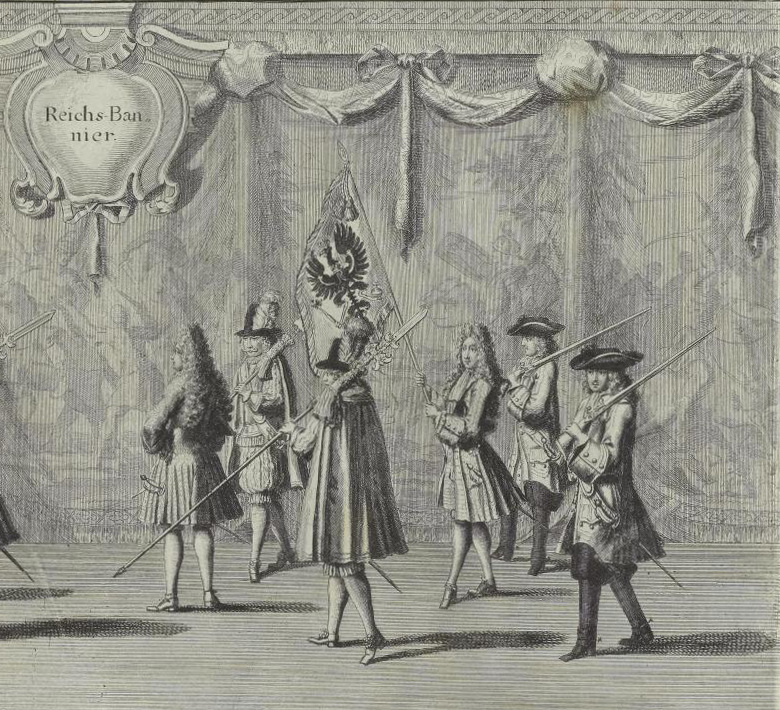
Erbfähnrich Graf Christoph Friedrich zu Dohna bei der Königskrönung (1701), Kupferstich von Johann Georg Wolfgang (1712)

Christoph Friedrich Burggraf und Graf zu Dohna-Lauck (* 19. Oktober 1652 in Reichertswalde; † 10. November 1734 ebenda) war Erbfähnrich von Preußen.

## Leben

### Herkunft
Christoph Friedrich war Angehöriger des verbreiteten und angesehenen preußischen Adelsgeschlechts der Grafen und Burggrafen zu Dohna. Seine Eltern waren der kurbrandenburgische Staatsmann Fabian zu Dohna (1617–1668) und dessen erste Gattin Henriette Amalia zu Dohna (1626–1655).

### Werdegang
Christoph Friedrich war Erbherr auf den preußischen Gütern Lauck und Samrodt sowie seit 1688 auch auf Reichertswalde.
Bei der Krönung Friedrichs III. von Brandenburg zum preußischen König führte er als preußischer Erbfähnrich die große Standarte von Preußen, das Banner als das Hauptzeichen der Souveränität unmittelbar hinter dem König. Damit war er auch bei der Stiftung und den Erstverleihungen des Schwarzen Adlerordens anwesend – dass er selbst unter den Rittern des Ordens war, wird von den meisten befassten Autoren ausgeschlossen. Friedrich Christoph soll sich eingehend mit Glaubensfragen beschäftigt haben, über die er fortwährend mit den renommierten reformierten Theologen seiner Zeit korrespondierte.
Johann Caspar Hindersin hatte in den Jahren 1701 bis 1704 für Christoph Friedrich das Gutshaus in Reichertswalde um das Doppelte erweitert und zu einer eindrucksvollen barocken Residenz ausgestaltet. Das barocke Schloss Lauck wurde bereits vor 1700 unter ihm errichtet. Es wurde 1935 abgetragen, nachdem die Ländereien größtenteils verkauft worden waren.
Als Familienältester und Besitzer der Majorate Reichertswalde und Lauck stiftete Christoph Friedrich 1731 die beiden Familienfideikommisse Lauck und Reichertswalde, welche 1878 zu einem Gutskomplex von 7.000 ha vereinigt wurden. Er war Stammvater der Linie Dohna-Reichertswalde.

### Familie
Friedrich Christoph war zweimal vermählt, in erster Ehe 1677 mit Gräfin Johanna Elisabeth zur Lippe (1653–1690), Tochter von Hermann Adolf Landesherr der Grafschaft Lippe-Detmold und der Gräfin Ernestine zu Ysenburg-Büdingen-Birstein und in zweiter Ehe 1692 mit Elisabeth Christine, Pfalzgräfin bei Rhein zu Zweibrücken-Landsberg (1656–1707), Tochter von Herzog Friedrich Ludwig von Pfalz-Zweibrücken-Landsberg und Pfalzgräfin Juliane Magdalena von Zweibrücken.

#### Kinder
aus der ersten Ehe:
- Fabian Ernst zu Dohna-Lauck (1678–1730), kurhannoverscher Kammerherr, ⚭ 1721 Juliane Mauritiana von Donop (1693–1746)
- Friedrich Wilhelm zu Dohna-Lauck (1679–1679)
- Amalie Luisa zu Dohna-Lauck (1680–1723) ⚭ 1712 Graf Wilhelm Moritz II. von Isenburg-Büdingen-Philippseich (1688–1772)
- Henriette Catharina zu Dohna-Lauck (1681–1701)
- Johanna Sophia zu Dohna-Lauck (1682–1735) ⚭ 1725 Burggraf und Graf Alexander zu Dohna-Schlobitten (1661–1728), freier Standesherr zu Wartenberg, kurbrandenburgisch-preußischer Generalfeldmarschall und Diplomat
- Burggraf und Graf Adolph Christoph zu Dohna-Lauck (1683–1736) ⚭ 1714 Frede-Marie zu Dohna-Schlodien (1695–1772)
- Albertine zu Dohna-Lauck (1684–1751) ⚭ Graf und Burggraf Carl Florus zu Dohna-Schlodien (1693–1765), Majoratsherr auf Schlodien
- August zu Dohna-Lauck (1685–1696)
- Carl Aemilius zu Dohna-Lauck (1686–1710), gefallen vor Aire
- Simon Heinrich zu Dohna-Lauck (1688–1713), gefallen als preußischer Oberstleutnant
- Christian Albrecht zu Dohna-Lauck (1690–1708), gefallen vor Lille

aus der zweiten Ehe:
- Charlotte zu Dohna-Lauck (1693–1693)
- Burggraf und Graf Friedrich Ludwig zu Dohna-Reichertswalde (1697–1766) ⚭I 1727 Gräfin Friederike Wilhelmine Charlotte von Sayn-Wittgenstein-Berleburg (1684–1731); ⚭II 1732 Burggräfin Esperance Louise zu Dohna-Ferrasieres (1705–1733); ⚭III 1734 Gräfin Louise Charlotte von Dönhoff (1711–1755)